# R.L. Stine – Die Nacht im Geisterhaus
R.L. Stine – Die Nacht im Geisterhaus ist ein US-amerikanischer Kinder-Gruselfilm von Ron Oliver aus dem Jahr 2016. Er entstand nach Motiven des Horror-Autors R. L. Stine und ist der dritte Teil der Mostly Ghostly-Serie, die 2008 mit R.L. Stines Geistermeister – Besuch aus dem Jenseits begann und 2014 mit R.L. Stine’s – Darf ich vorstellen – Meine Geisterfreundin fortgesetzt wurde.

## Handlung
Max Doyle ist in Cammie verliebt. Als das jährliche Tanzevent ins Wasser zu fallen droht, bietet sich Max an, über eine spiritistische Sitzung Geld zu akquirieren. Seine beiden Geisterfreunde Nicky und Tara sollen ihm dabei helfen. Leider platzt die Sitzung und weitere Probleme machen sich breit: Max’ Eltern wollen umziehen. Die Freundschaft mit Nicky und Tara steht auf dem Spiel, denn diese sind an das Haus gebunden. Max versucht die beiden nun zu befreien, indem er den Geisterjäger Simon Drake aufsucht, der in einem nahe gelegenen Geisterhaus eine neue Folge seiner Erfolgsserie dreht. Währenddessen versuchen Nicky und Tara mit ihren Geisterkräften, den Umzug zu verhindern. Bei den Umzugsarbeiten finden sie einen mysteriösen Kristall, hinter dem der Ghoul Phears her ist.
Simon stellt sich allerdings als Scharlatan heraus, weshalb Max enttäuscht von dannen zieht. Anschließend wird Simon jedoch von Phears besessen und macht sich auf die Suche nach dem Kristall, mit dem er die Weltherrschaft erhalten will. Er entführt kurzerhand Nicky und Tara. Max gelingt es schließlich mit Hilfe von Cammie, den Ghoul zu stellen. Dieser zieht ihn jedoch in seine Dimension. Dort zerstört Max den Kristall und befreit so alle Seelen, die Phears in Besitz gehalten hat, darunter auch die Eltern von Nicky und Tara.

## Hintergrund
Der Film ist eine direkte Fortsetzung zu R.L. Stines Geistermeister – Besuch aus dem Jenseits (2008) und R.L. Stine’s – Darf ich vorstellen – Meine Geisterfreundin (2014), die auf der Buchserie Die Geistermeister (im Original: Mostly Ghostly) basiert. Im Vergleich zum vorangegangenen Teil wurde mit einem komplett anderen Cast gearbeitet. Der Film erschien in den Vereinigten Staaten am 6. September 2016 als Direct-to-DVD-Produktion sowie als Digital HD und on Demand durch Universal Pictures Home Entertainment.
In Deutschland erschien der Film am 6. Oktober 2016 auf DVD.

## Rezensionen
Im Lexikon des internationalen Films urteilte der Rezensent: „Banale Spukstory für Jugendliche, mit harmlosen Schreckmomenten und einem minimalem Aufwand an Plot-Entwicklung. Auch die schwachen Figuren verhelfen dem harmlosen Grusel nicht zu mehr Profil.“